# Kate Williamson
Kate Williamson (nombre de nacimiento Robina Jane Sparks; Ellenville, 19 de septiembre de 1931 – Encino (Los Ángeles), 6 de diciembre de 2013) fue una actriz estadounidense con una carrera cinematográfica que abarcó tres décadas.

## Biografía
Robina Jane Sparks nació en el seno de una familia artista. Su madre Nydia Westman era una actriz y bailarina y su padre era el productor y escritor Salathiel Robert Sparks. Comenzó su carrera como actriz en 1977. La mayoría de sus créditos son de televisión. Es conocida principalmente por sus papeles en Ellen (1995), Acoso (Disclosure) (1994), y Dahmer (2002).

## Matrimonio y muerte
Se casó con el actor Al Ruscio en junio de 1954, y era conocida por sus seres amigos como "Jane Kate Ruscio". La pareja tuvo cuatro hijos y estuvieron unidos hasta la muerte de Al Ruscio en noviembre de 2013. Menos de una muerte después de la muerte de Ruscio, Williamson murió de una larga enfermedad el 6 de diciembre de 2013, a la edad de 82 años, en Encino, Los Ángeles, California.